# Шаров, Павел Степанович
Павел Степанович Шаров (16.7.1922 — 4.10.2004) — заместитель командира эскадрильи 723-го штурмового авиационного полка 211-й штурмовой авиационной дивизии 3-й воздушной армии 1-го Прибалтийского фронта, старший лейтенант. Герой Советского Союза.

## Биография
Родился 16 июля 1922 года в селе Созоново Тюменского уезда Тюменской губернии (ныне — Тюменский район Тюменской области) в крестьянской семье. Русский. Член КПСС с 1944 года.
Окончил три курса Тюменского сельскохозяйственного техникума.
В 1940 году призван в ряды Красной Армии. В 1942 году окончил Омскую авиационную школу пилотов. В боях Великой Отечественной войны с августа 1943 года. Воевал на Калининском и 1-м Прибалтийском фронтах.
В жесточайших боях 1943 года, всего через месяц после начала своей боевой биографии, П. С. Шаров был сбит под Смоленском. Тогда погиб практически весь лётный состав штурмового авиационного полка. К концу месяца в строю оставались лишь две боевые машины. Товарищи видели, как перевернулась и падала объятая пламенем машина П. С. Шарова. Пилота посчитали погибшим. Но он выжил и снова вернулся в боевой строй.
Осенью 1944 года П. С. Шаров сражался в небе Прибалтики. Вчерашние юнцы, готовившиеся по ускоренной программе, которую они сами иронично назвали «Взлёт-посадка», сражались уже на равных с асами. На своих «Илах» штурмовики творили чудеса. В операции по освобождению города Лепеля эскадрилья П. С. Шарова уничтожила мощную танковую группировку противника.
Заместитель командира эскадрильи 723-го штурмового авиационного полка старший лейтенант П. С. Шаров к сентябрю 1944 года совершил 115 боевых вылетов на Ил-2 на штурмовку военных объектов и скоплений войск противника.
Указом Президиума Верховного Совета СССР от 23 февраля 1945 года за мужество и героизм, проявленные в воздушных боях с немецко-фашистскими захватчиками, и выполнение особых заданий командования старшему лейтенанту Павлу Степановичу Шарову присвоено звание Героя Советского Союза с вручением ордена Ленина и медали «Золотая Звезда».
Всего за годы Великой Отечественной войны старший лейтенант П. С. Шаров совершил 140 боевых вылетов, из них 72 на разведку войск противника, указал командованию 18 замаскированных целей на переднем крае и в тылу врага.
В 1951 году капитан П. С. Шаров окончил Военно-Воздушную академию. Летал на реактивных машинах, был командиром полка. С 1961 года полковник П. С. Шаров — в запасе.
В 1966 году окончил Уральский государственный университет. Работал заведующим лабораторией в Научно-исследовательском институте автоматики.
Умер 4 октября 2004 года. Похоронен на Широкореченском кладбище Екатеринбурга.
Награждён орденом Ленина, двумя орденами Красного Знамени (17.10.1943, 25.07.1944), орденами Александра Невского (30.01.1945), Отечественной войны 1-й (06.04.1985) и 2-й степеней (25.12.1943), Красной Звезды (30.12.1956), Славы 3-й степени (18.02.1944), медалями, в том числе медаль «За боевые заслуги» (17.05.1951), медаль «За победу над Германией в Великой Отечественной войне 1941—1945 гг.» (09.05.1945).